# Chromoteleia congoana
Chromoteleia congoana är en stekelart som först beskrevs av Jean Risbec 1950.  Chromoteleia congoana ingår i släktet Chromoteleia och familjen Scelionidae. Inga underarter finns listade i Catalogue of Life.